# عزت‌الله مهرآوران
عزت‌الله مهرآوران (۱۸ اردیبهشت ۱۳۲۸ – ۱۶ مهر ۱۴۰۰) بازیگر و نمایشنامه‌نویس ایرانی بود. او دارای نشان درجه ۱ هنری از سوی وزارت علوم و وزارت ارشاد اسلامی بود. مهرآوران در ۱۶ مهر ۱۴۰۰ به دلیل ایست قلبی و عارضه ریوی ناشی از ابتلا به کرونا درگذشت.

## زندگی شخصی و هنری
مهرآوران در کلاس ششم دبستان؛ هنگامی که در مدرسه نمایشی را تمرین می‌کردند که از او خواستند تا در نقش پسری یتیم را بازی کند. او با همین نمایش پا به صحنه بازیگری نمایش گذاشت. همچنین تمرین نمایشنامه‌نویسی او از همان دوره دبستان آغاز شد. عزت‌الله مهرآوران، دانش‌آموخته تئاتر از دانشگاه خوزستان و دارنده نشان درجه ۱ هنر از وزارت ارشاد بود که از پیش از انقلاب بازی در جلوی دوربین را تجربه کرد.
مهرآوران فعالیت حرفه‌ای خود در سینما را با فیلم می‌فروش سال ۱۳۵۳ به کارگردانی ولی محمدی آغاز کرد و پس از آن در فیلم‌هایی مانند آژانس شیشه‌ای ساخته ابراهیم حاتمی‌کیا، مرد عوضی ساخته محمدرضا هنرمند و خوابم می‌آد ساخته رضا عطاران، بازی کرد.

## بیماری و درگذشت

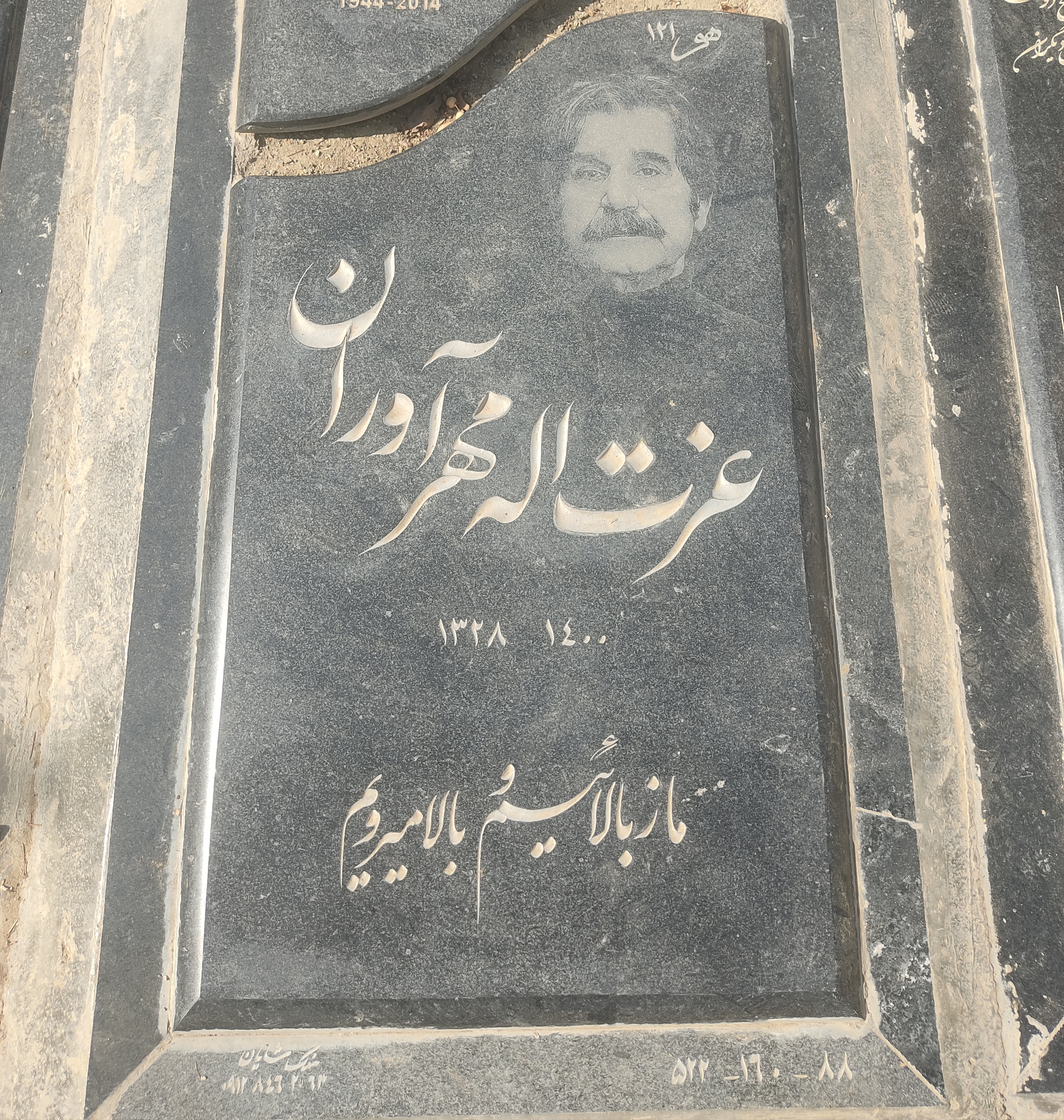
قبر عزت‌الله مهرآوران در قطعه هنرمندان بهشت زهرا

در ۱۶ مهر ۱۴۰۰ هژیر مهراوران، پسر مهرآوران در گفتگو با خبرگزاری ایسنا از بدتر شدن حال پدرش که بر اثر بیماری کرونا در بیمارستان بستری بود، خبر داد. این در حالی بود که دو روز پیش شرایط بالینی ایشان امیدوارکننده و روند درمان رضایت بخش ابراز شده بود.
عزت‌الله مهراوران پس از ابتلا به بیماری کرونا در بیمارستان آتیه تهران بستری شد و پس از چند روز به کما رفت و در نهایت در شامگاه ۱۶ مهر ۱۴۰۰ به دلیل ویروس کرونا در همان بیمارستان درگذشت. پیکر وی در ۱۹ مهر ۱۴۰۰ در قطعه   هنرمندان بهشت زهرا به خاک سپرده شد.

## آثار
عزت‌الله مهرآوران با آثارش در چندین دوره جشنواره تئاتر فجر حضور داشته که از این میان می‌توان به جشنواره فجر سال ۱۳۷۰ اشاره کرد. مهرآوران در این دوره مال‌کنون را به صورت مشترک با مریم معترف و در کنار آثاری نظیر سایه ماه به کارگردانی انوشیروان ارجمند، مرگ یزدگرد به نویسندگی بهرام بیضایی و کارگردانی گلاب آدینه، دلدار به نویسندگی و کارگردانی حسین نوری و واقعه‌خوانی جهاز جادو به نویسندگی محمد چرمشیر و کارگردانی آتیلا پسیانی به روی صحنه برد.

### سینما
| سال ساخت | عنوان فیلم                          | کارگردان         |
| -------- | ----------------------------------- | ---------------- |
| ۱۳۵۴     | سایه به سایه (نوشته غلامحسین ساعدی) | ولی محمدی        |
| ۱۳۵۴     | یک راه                              | علی‌اصغر شادروان  |
| ۱۳۶۱     | فیدوس                               | عزت‌الله مهرآوران |
| ۱۳۷۰     | ایلیا، نقاش جوان                    | ابوالحسن داوودی  |
| ۱۳۷۵     | هتل کارتن                           | سیروس الوند      |
| ۱۳۷۶     | آژانس شیشه‌ای                        | ابراهیم حاتمی‌کیا |
| ۱۳۷۶     | تارهای نامریی                       | حبیب اله بهمنی   |
| ۱۳۷۶     | مرد عوضی                            | محمدرضا هنرمند   |
| ۱۳۷۷     | سیب سرخ حوا                         | سعید اسدی        |
| ۱۳۷۸     | مومیایی ۳                           | محمدرضا هنرمند   |
| ۱۳۸۱     | بانوی من                            | یدالله صمدی      |
| ۱۳۹۰     | آتیش بازی                           | بهمن گودرزی      |
| ۱۳۹۰     | خوابم می‌آد                          | رضا عطاران       |
| ۱۳۹۸     | سگ بند                              | مهران احمدی      |

### نمایشنامه
| سال ساخت | عنوان نمایشنامه                | کارگردان         |
| -------- | ------------------------------ | ---------------- |
| ۱۳۵۰     | حجله بید                       | --               |
| ۱۳۵۱     | مروارید                        | --               |
| ۱۳۵۳     | عاشق کشون                      | --               |
| ۱۳۶۲     | صدا کن لیلو                    | مجید جعفری       |
| ۱۳۶۴     | انتظار                         | مسعود فروتن      |
| ۱۳۷۲     | جبال بارز                      | --               |
| ۱۳۷۳     | سجلی                           | --               |
| ۱۳۷۳     | غزل واژه قصد                   | --               |
| ۱۳۷۱     | لال بهنگ                       | --               |
| ۱۳۷۴     | غربت                           | مهدی شمسایی      |
| ۱۳۸۰     | صدایم کن فاطمه                 | --               |
| ۱۳۸۰     | خیال                           | --               |
| ۱۳۸۱     | پنج شنبه در گنبد صندلی         | --               |
| ۱۳۸۲     | طومار حیرت به قلم باد          | --               |
| ۱۳۸۳     | خطر مجسمه عبید جدی است         | مریم کاظمی       |
| ۱۳۸۳     | ابریشم بانو                    | --               |
| ۱۳۸۴     | رکاب                           | --               |
| ۱۳۸۵     | کنیزک قابله                    | --               |
| ۱۳۸۶     | صاحب منصب عشق                  | --               |
| ۱۳۸۳     | هنرپیشه هملت                   | آندرانیک خچومیان |
| ۱۳۸۴     | گفتگوی مکبث و اسفندیار رویین‌تن | --               |
| ۱۳۸۱     | گفتگوی ژولیت و مجنون           | --               |

### نمایش‌های  منتشر شده
| عنوان نمایش        | سال ساخت                           |
| ------------------ | ---------------------------------- |
| صدا کن لیکو        | نشر سوره حوزه هنری                 |
| انتظار             | نشر سوره حوزه هنری                 |
| سجلی               | نشر حوزه هنری                      |
| جبال بارز          | نشر حوزه هنری                      |
| قصد                | نشر نمایش                          |
| لیکو               | نشر نمایش                          |
| ابریشم بانو        | نشر نمایش                          |
| عاشق کشون          | نشر فرهنگ                          |
| رکاب               | نشر آثار - نشر نمایش‌نامه دفاع مقدس |
| آخرین دفاعیه فاطمه | نشر آثار - نشر نمایش‌نامه دفاع مقدس |
| غزل‌واژه قصد        | نشر نمایش‌نامه دفاع مقدس            |

### تلویزیون و نمایش خانگی
| سال ساخت  | عنوان فیلم               | کارگردان                      |
| --------- | ------------------------ | ----------------------------- |
| ۱۳۶۵      | داستان زندگی             | صادق عبداللهی                 |
| ۱۳۷۲      | تله‌تئاتر «فیزیک‌دان‌ها»    | رضا کرم‌رضایی                  |
| ۱۳۷۵–۱۳۷۴ | فروشگاه                  | احمد بهبهانی                  |
| ۱۳۷۸      | کژدم ۳۳                  | مهدی شمسایی                   |
| ۱۳۷۸–۱۳۷۷ | بگذار آفتاب برآید        | حسین مختاری                   |
| ۱۳۷۸      | هتل پیاده‌رو              | بهمن زرین‌پور                  |
| ۱۳۸۲      | تله‌فیلم «نسخهٔ خطی»       | حسن فتحی                      |
| ۱۳۸۲      | فقط به خاطر تو           | منصور فلاح                    |
| ۱۳۸۳      | غریبانه                  | قاسم جعفری                    |
| ۱۳۸۲      | شاهد عینی                | مسعود آب‌پرور                  |
| ۱۳۸۶      | پیامک از دیار باقی       | سیروس مقدم                    |
| ۱۳۸۵/۸۶   | تله‌فیلم «با هم در خانه»  | بهمن زرین‌پور                  |
| ۱۳۸۸      | دفترخانه شماره ۱۳        | سید وحید حسینی                |
| ۱۳۸۷      | وضعیت سفید               | حمید نعمت‌الله                 |
| ۱۳۹۱      | مسیر انحرافی             | بهرنگ توفیقی                  |
| ۱۳۹۱      | تله‌فیلم «نغمه نوروز»     | سیدمحسن یوسفی                 |
| ۱۳۹۱      | دزد و پلیس               | سعید آقاخانی                  |
| ۱۳۹۲      | خروس                     | سعید آقاخانی                  |
| ۱۳۹۳      | هفت‌سنگ                   | علی‌رضا بذرافشان               |
| --        | زندگی شیرین می‌شود        | صادق عبداللهی                 |
| --        | نگاه سوم                 | رضا قاسمی                     |
| --        | شاخ به شاخ               | سعید آقاخانی                  |
| --        | شب هندوانه               | سعید آقاخانی                  |
| --        | مردها دوبار عاشق می‌شوند  | بهمن گودرزی                   |
| --        | شتر مرغ                  | --                            |
| --        | یه حرف شیرین             | هادی مقدم پور                 |
| --        | یک دفاع بزرگ             | --                            |
| ۱۳۹۴      | یادداشت‌های یک زن خانه‌دار |                               |
| ۱۳۹۴      | بیمار استاندارد          | سعید آقاخانی                  |
| ۱۳۹۴      | معمای شاه                | محمدرضا ورزی                  |
| ۱۳۹۵–۱۳۹۶ | لیسانسه‌ها                | سروش صحت                      |
| ۱۳۹۷      | ایراندخت                 | محمدرضا ورزی                  |
| ۱۳۹۷      | ناخونک                   | یزدان فتوحی                   |
| ۱۳۹۸      | هیولا                    | مهران مدیری                   |
| ۱۳۹۸      | ریکاوری                  | بهادر اسدی                    |
| ۱۳۹۸      | فوق لیسانسه‌ها            | سروش صحت                      |
| ۱۳۹۸      | زیر همکف                 | بهمن گودرزی                   |
| ۱۳۹۹      | پدر پسری                 | محمدرضا حاجی غلامی            |
| ۱۳۹۹      | خوب، بد، جلف: رادیواکتیو | محسن چگینی                    |
| ۱۳۹۹      | می‌خواهم زنده بمانم       | شهرام شاه‌حسینی                |
| ۱۴۰۰      | بچه مهندس ۴              | احمد کاوری                    |
| ۱۴۰۰      | زن زندگی مرد زندگی       | غلامرضا رمضانی، مسعود شامحمدی |
| ۱۴۰۰      | خودخواسته                | علیرضا بذرافشان               |
| ۱۴۰۰      | ساخت ایران ۳             | بهمن گودرزی                   |